# Julio Ariza
Julio Ariza Irigoyen (Carcastillo, Navarra, 5 de febrero de 1957) es un periodista y político español, exdiputado del Parlamento Catalán por el Partido Popular. Actualmente es propietario y presidente del grupo de medios de comunicación Grupo Intereconomía.

## Biografía personal
Julio Ariza es un empresario navarro que actualmente preside el Grupo Intereconomía, del que es accionista mayoritario con el 61 %. Formó parte del Partido Popular en Cataluña junto con el entonces vicepresidente del Parlamento Europeo Alejo Vidal-Quadras. En la actualidad vive en Madrid, está casado y tiene 6 hijos.
Comenzó su trayectoria en los medios de comunicación cuando adquirió Radio Intereconomía en 1997. En la actualidad, el Grupo Intereconomía lo forman varios medios de comunicación como el canal de televisión El Toro TV, las emisoras de radio Radio Intereconomía y Radio Inter y el diario La Gaceta.
Forma parte del cuadro de profesores del Instituto de Ciencias Sociales, Económicas y Políticas, una institución académica de educación superior de ideología conservadora.

## Política

### Etapa en el Partido Popular
Tras finalizar los estudios de Derecho en la Universidad de Navarra, se trasladó a Cataluña, donde fue elegido diputado autonómico por el Partido Popular durante la etapa de Alejo Vidal-Quadras. Posteriormente, abandonó la política y la militancia en este partido al concretarse el pacto de gobierno de 1996 entre José María Aznar y Jordi Pujol, que otorgaba al Partido Popular el Gobierno de España.
Su paso por la política catalana dejó marcados episodios en su defensa del bilingüismo en el Parlamento catalán así como su denuncia de la falta control de la Generalidad de Cataluña sobre la realización de abortos en Cataluña tras los primeros años de la ley del aborto de 1985.
En 1997, y basándonse en un reportaje de Le Monde que ponía de manifiesto las facilidades con que se abortaba en Barcelona, Julio Ariza presentó una moción en el Parlamento catalán que exigía la publicación de ayudas a madres embarazadas, la promoción de alternativas al aborto desde los medios públicos y la independencia económica de los psiquiatras que dictaban la idoneidad del aborto.
Sólo algunos de los diputados de Partido Popular votaron a favor de la iniciativa, que fue rechazada. Sin embargo, Julio Ariza continuó criticando el aborto desde los medios de comunicación, publicando un artículo en el diario El País y más adelante desde los medios de comunicación del Grupo Intereconomía que actualmente preside.

### VOX
En las elecciones generales de abril de 2019, ocupó el último puesto en la lista electoral que el partido Vox presentó por la provincia de Barcelona al Congreso de los Diputados.

## Trayectoria empresarial y medios de comunicación
Después de su etapa catalana, Julio Ariza se mudó a Madrid donde compró Radio Intereconomía, que emitía exclusivamente información económica y música clásica y que pronto se convirtió en una emisora importante en España dentro del ámbito económico. Progresivamente, el expolítico fue introduciendo en la parrilla una programación más generalista que resultó en una mejora de los resultados económicos y de audiencia. Posteriormente adquirió la revista Época del periodista Jaime Campmany cuando la empresa arrastraba en 2000 una deuda de 400 millones de pesetas. A partir de ese año la actividad de Grupo Intereconomía se centra en los medios de comunicación con una clara tendencia política conservadora. Ese mismo año, y con el apoyo de algunos periodistas de la revista como Germán Yanke o Enrique de Diego, participó en la fundación de Libertad Digital, juntó al periodista Federico Jiménez Losantos y Alberto Recarte. En septiembre de 2005 vendió sus acciones que representaban un 21,3 % del capital de Libertad Digital por 3,8 millones de euros.
Mientras tanto, en 2004, y gracias al apoyo de un conjunto de empresarios y del entonces obispo de Castellón, Juan Antonio Reig Pla, lanzó el semanario católico Alba, orientado a la información religiosa y a la defensa del cristianismo.
En 2005 lanza IntereconomíaTV y repite la fórmula de Radio Intereconomía apostando por la información económica en España, acrecentado después con el lanzamiento de Intereconomía Business TV en el año 2010. Convirtiéndose de este modo IntereconomíaTV en un canal generalista con una clara tendencia conservadora y Business TV en un canal puramente económico 
Con la llegada de la TDT, la cadena se posiciona en el mercado televisivo como una alternativa diferente a las existentes hasta en ese momento en España con un modelo televisivo orientado al espectador con una tendencia política claramente de derechas. En este nuevo modelo se otorga especial protagonismo a los programas de análisis político y deportivo, con programas como El gato al agua o Punto Pelota.
En 2009, y tras varios intentos en el sector de las publicaciones diarias, el Grupo Intereconomía adquiere La Gaceta de los Negocios, que tras un proceso de rediseño se reformula como un diario de información general, que gracias al éxito de IntereconomíaTV y al eslogan “Orgullosos de ser de derechas” logra posicionarse rápidamente en el mercado. Ese mismo año, adquiere Radio Intercontinental.
Según fuentes periodísticas, consultadas en 2007, el número de empresas registradas en el Registro Mercantil a nombre de Julio Ariza superan las 30. Tres de las sociedades vinculadas al grupo mediático Intereconomía, presidido por Julio Ariza, acumulan impagos a la Hacienda española que rozan los 20 millones de euros:

- Intereconomía Corporación adeuda 12.007.671,43 euros a Hacienda

- Intereconomía TV acumula 5.513.000.880,72 euros

- Intereconomía Radio mantiene una deuda de 1.177.501,27 euros.
Tras la quiebra de Intereconomía en 2015, en noviembre de 2023 Ariza era condenado por concurso de acreedores culpable a inhabilitación para administrar bienes ajenos durante dos años, así como al pago de indemnizaciones por valor de  4,5 millones y 11 millones de euros. Un juzgado de lo Mercantil de Madrid consideraba así al empresario responsable de la «agravación de la situación de insolvencia» (situada por dicho juzgado en el cuarto trimestre de 2013) del grupo de comunicación, y cuantificaba el pasivo exigible a cierre de 2014 en 48 429 140´89 euros.